# Schweizer Leichtathletik-Meisterschaften 2017
Die Schweizer Leichtathletik-Meisterschaften 2017 (auch: SM Aktive oder LA Schweizermeisterschaften) (französisch Championnats Suisses Elites d’Athlétisme 2017; italienisch Campionati Svizzeri Attivi 2017) fanden am 21. und 22. Juli 2017 nach 2009 zum zweiten Mal im Letzigrund-Stadion in Zürich statt.

## Frauen

### 100 m
| Platz | Athletin          | Zeit (s) |
| ----- | ----------------- | -------- |
| 1     | Mujinga Kambundji | 11,08 SB |
| 2     | Salomé Kora       | 11,32    |
| 3     | Sarah Atcho       | 11,48    |

### 200 m
| Platz | Athletin          | Zeit (s) |
| ----- | ----------------- | -------- |
| 1     | Mujinga Kambundji | 22,42 PB |
| 2     | Léa Sprunger      | 22,56 SB |
| 3     | Cornelia Halbheer | 23,16 PB |

### 400 m
| Platz | Athletin           | Zeit (s) |
| ----- | ------------------ | -------- |
| 1     | Agne Serksniené    | 52,65 SB |
| 2     | Vanessa Zimmermann | 52,89 PB |
| 3     | Selina Büchel      | 52,97 PB |

### 800 m
| Platz | Athletin           | Zeit (min) |
| ----- | ------------------ | ---------- |
| 1     | Hoffmann Lore      | 2:13,64    |
| 2     | Fabienne Schlumpf  | 2:13,96    |
| 3     | Alexandra Bosshard | 2:13,96    |
| 3     | Sina Sprecher      | 2:13,96    |

### 1500 m
| Platz | Athletin        | Zeit (min) |
| ----- | --------------- | ---------- |
| 1     | Stefanie Barmet | 4:26,13    |
| 2     | Chiara Scherrer | 4:27,50 PB |
| 3     | Selina Ummel    | 4:28,83    |

### 5000 m
| Platz | Athletin       | Zeit (min)  |
| ----- | -------------- | ----------- |
| 1     | Martina Tresch | 16:28,58 PB |
| 2     | Krisztina Papp | 16:29,41    |
| 3     | Aude Salord    | 16:40,60    |

### 100 m Hürden (84,0)
| Platz | Athletin             | Zeit (s) |
| ----- | -------------------- | -------- |
| 1     | Caroline Agnou       | 13,60 PB |
| 2     | Selina von Jackowski | 13,73    |
| 3     | Julia Schneider      | 13,97 PB |

### 400 m Hürden (76,2)
| Platz | Athletin         | Zeit (s) |
| ----- | ---------------- | -------- |
| 1     | Robine Schürmann | 58,02 SB |
| 2     | Avril Jackson    | 59,36 PB |
| 3     | Daniela Kyburz   | 60,41    |

### Hochsprung
| Platz | Athletin       | Höhe (m) |
| ----- | -------------- | -------- |
| 1     | Salome Lang    | 1,80     |
| 2     | Livia Odermatt | 1,77     |
| 3     | Dominique Good | 1,74     |

### Stabhochsprung
| Platz | Athletin       | Höhe (m) |
| ----- | -------------- | -------- |
| 1     | Angelica Moser | 4,61 PB  |
| 2     | Olivia Fischer | 4,00     |
| 3     | Angela Metzger | 4,00 SB  |

### Weitsprung
| Platz | Athletin             | Weite (m) |
| ----- | -------------------- | --------- |
| 1     | Fatim Affessi        | 6,19      |
| 2     | Selina von Jackowski | 6,14      |
| 3     | Caroline Agnou       | 6,13      |

### Dreisprung
| Platz | Athletin         | Weite (m) |
| ----- | ---------------- | --------- |
| 1     | Fatim Affessi    | 12,53     |
| 2     | Gaëlle Maonzambi | 12,44     |
| 3     | Barbara Leuthard | 12,43     |

### Kugel (4,00 kg)
| Platz | Athletin       | Weite (m) |
| ----- | -------------- | --------- |
| 1     | Lea Herrsche   | 14,16 SB  |
| 2     | Jasmin Lukas   | 14,13 SB  |
| 3     | Caroline Agnou | 13,68     |

### Diskus (1,00 kg)
| Platz | Athletin             | Weite (m) |
| ----- | -------------------- | --------- |
| 1     | Pauline Pousse       | 56,10     |
| 2     | Pauline Vaglio-Agnes | 45,27     |
| 3     | Chantal Tanner       | 44,17     |

### Hammer (4,00 kg)
| Platz | Athletin        | Weite (m) |
| ----- | --------------- | --------- |
| 1     | Nicole Zihlmann | 60,67     |
| 2     | Lydia Wehrli    | 56,12 SB  |
| 3     | Vanessa Kuku    | 49,61 PB  |

### Speer (600 gr)
| Platz | Athletin               | Weite (m) |
| ----- | ---------------------- | --------- |
| 1     | Nadja-Marie Pasternack | 50,21     |
| 2     | Nathalie Meier         | 50,02 SB  |
| 3     | Estefania García       | 48,00 SB  |

## Männer

### 100 m
| Platz | Athlet         | Zeit (s) |
| ----- | -------------- | -------- |
| 1     | Alex Wilson    | 10,25    |
| 2     | Pascal Mancini | 10,42    |
| 3     | Silvan Wicki   | 10,47    |

### 200 m
| Platz | Athlet         | Zeit (s) |
| ----- | -------------- | -------- |
| 1     | Silvan Wicki   | 20,70 PB |
| 2     | Pascal Mancini | 21,00    |
| 3     | Dany Brand     | 21,10 PB |

### 400 m
| Platz | Athlet            | Zeit (s) |
| ----- | ----------------- | -------- |
| 1     | Joel Burgunder    | 46,00 PB |
| 2     | Silvan Lutz       | 46,97    |
| 3     | Daniele Angelella | 46,98    |

### 800 m
| Platz | Athlet             | Zeit (min) |
| ----- | ------------------ | ---------- |
| 1     | Jonas Schöpfer     | 1:53,79    |
| 2     | Pascal Furtwängler | 1:53,99    |
| 3     | Joaquim Jaeger     | 1:54,23    |

### 1500 m
| Platz | Athlet           | Zeit (min) |
| ----- | ---------------- | ---------- |
| 1     | Julien Wanders   | 3:44,74 PB |
| 2     | Thomas Gmür      | 3:44,83 PB |
| 3     | Jan Hochstrasser | 3:45,69    |

### 5000 m
| Platz | Athlet        | Zeit (min) |
| ----- | ------------- | ---------- |
| 1     | Jonas Raess   | 14:22,88   |
| 2     | Luca Noti     | 14:26,25   |
| 3     | Andreas Kempf | 14:26,76   |

### 110 m Hürden (106,7)
| Platz | Athlet        | Zeit (s) |
| ----- | ------------- | -------- |
| 1     | Tobias Furer  | 14,13    |
| 2     | Brahian Peña  | 14,18    |
| 3     | Ramon Flammer | 14,66    |

### 400 m Hürden (91,4)
| Platz | Athlet              | Zeit (s) |
| ----- | ------------------- | -------- |
| 1     | Alain-Hervé Mfomkpa | 51,01    |
| 2     | Mattia Tajana       | 51,62 PB |
| 3     | Andreas Ritz        | 51,80    |

### Hochsprung
| Platz | Athlet        | Höhe (m) |
| ----- | ------------- | -------- |
| 1     | Loïc Gasch    | 2,26     |
| 2     | Roman Sieber  | 2,03     |
| 3     | Vivien Streit | 2,00     |

### Stabhochsprung
| Platz | Athlet        | Höhe (m) |
| ----- | ------------- | -------- |
| 1     | Mitch Greeley | 5,00     |
| 2     | Reto Fahrni   | 5,00 SB  |
| 2     | Adrian Kübler | 5,00     |

### Weitsprung
| Platz | Athlet              | Weite (m) |
| ----- | ------------------- | --------- |
| 1     | Christopher Ullmann | 7,26      |
| 2     | Marco Thürkauf      | 7,28 PB   |
| 3     | Luca Di Tizio       | 7,03      |

### Dreisprung
| Platz | Athlet       | Weite (m) |
| ----- | ------------ | --------- |
| 1     | Nils Wicki   | 15,63     |
| 2     | Roman Sieber | 15,14 SB  |
| 3     | Simon Sieber | 15,07     |

### Kugel (7,26 kg)
| Platz | Athlet         | Weite (m) |
| ----- | -------------- | --------- |
| 1     | Gregori Ott    | 17,22     |
| 2     | Sandro Ferrari | 15,60 SB  |
| 3     | Lukas Blass    | 15,40 PB  |

### Diskus (2,0 kg)
| Platz | Athlet         | Weite (m) |
| ----- | -------------- | --------- |
| 1     | Lukas Jost     | 50,88     |
| 2     | Sandro Ferrari | 49,00 PB  |
| 3     | Grob Stefan    | 48,12     |

### Hammer (7,26 kg)
| Platz | Athlet             | Weite (m) |
| ----- | ------------------ | --------- |
| 1     | Martin Bingisser   | 62,74 SB  |
| 2     | Yann Moulinier     | 53,62 SB  |
| 3     | Björn Kötteritzsch | 49,16     |

### Speer (800 gr)
| Platz | Athlet           | Weite (m) |
| ----- | ---------------- | --------- |
| 1     | Laurent Carron   | 66,58     |
| 2     | Colin Wirz       | 65,93 PB  |
| 3     | Lukas von Stokar | 65,03 SB  |